# La Brède
La Brède là một xã trong tỉnh Gironde, thuộc vùng Nouvelle-Aquitaine của nước Pháp, có dân số là 3128 người (thời điểm 1999). Trong khi La Brède trong năm 1962 còn có trên 1297 dân cư thì 1999 đã có dân số là 3.128 người. La Brède là một nơi trồng nho trong vùng trồng nho Graves.

## Những người con của thành phố
- Charles de Secondat, Baron de Montesquieu, nhà thơ